# 有視界飛行方式
有視界飛行方式（ゆうしかいひこうほうしき、厳密には「有視界飛行方式による飛行」。英語表記は、VFR: visual flight rules）とは、離陸後に目視にて位置を判断する飛行の事である。
日本国の航空法施行規則 第六条の二によると、「有視界飛行方式 (VFR) とは、計器飛行方式 (IFR) 以外の飛行の方式をいう」とある。また、日本国航空法において「計器飛行」とは、「航空機の姿勢、高度、位置および針路の測定を計器のみに依存して行う飛行」であって、前述したIFRは管制官や運航情報官の指示や提供情報に常時従って飛行する方式であり、意味は異なることに注意されたい。

## 概要
ライト兄弟の時代から第二次世界大戦終戦後の1960年代頃まで主流であったのが、このVFRである。
この当時は、IFRのような手段が確立されておらず、無線標識（無線方位信号所など）や航空路レーダーも無かったため、地形を頼りに操縦士の目視による飛行となっていた。これが現在のVFRの基である。
空港周辺空域や管制区内など交通が輻輳する定められた空域では管制官の指示に従わなければならないが、空域を出ると指定高度内を自由に飛行できる。管制下にないVFR機は、操縦士の責任において目視で他機との間隔を取る。しかし、この方式では悪天候下における飛行はほぼ無理であることと、雲に突入してしまうと非常に危険である。さらに、第二次世界大戦後の1950年代 - 1970年代初頭にかけ、日本国内でも全日空機雫石衝突事故が発生しているように、航空路の過密化に伴って目視不足や視認不能状態による空中衝突事故が多発する危険がある、という欠点があった。
現在では技術の発展により、1970年代から航空機に搭載されている計器を頼りに航空管制の指示に従い飛行するIFRが主流となったため、定期便はIFRでの飛行が義務付けられた。また、国際民間航空機関 (ICAO) により、VFR飛行を行うことが可能な気象状態（有視界気象状態、VMC : Visual Metrorogical Condition）が定められており、空域ごとに雲との距離や視程などの条件が規定されている。このため、悪天候下における飛行機の飛行はほとんど、IFRでの飛行となっている（ただし例外があり、航空ショーなどのデモンストレーション飛行において同一空港発着における空域内飛行においては、飛行機でもVFRが許可される）。例えば、ヘリコプターはIFRも可能であるが、VFRでの飛行が主である。しかし、グライダーについてIFRができないという規定はないものの、計器飛行証明を取得できないため、実際にはIFRができない。
夜間飛行時に暗視装置を使用する場合については明確にされていない。
代表的な定期航空路における有視界飛行方式を採用していた路線に、新中央航空の東京都調布空港の離着陸便があり、公式サイトにもその旨が案内されていたが、2013年6月18日よりIFRを導入している。